# زاموی
زاموی (به مجاری:  Zámoly) یک شهرداری در مجارستان است که در ناحیه سکش‌فهروار واقع شده‌است. زاموی ۴۸٫۵ کیلومتر مربع مساحت و ۲٬۲۱۶ نفر جمعیت دارد.